# 克拉克斯維爾 (特拉華州)
克拉克斯維爾（英語：Clarksville）是位於美國特拉華州蘇塞克斯縣的一個非建制地區。該地的面積和人口皆未知。

## 地理
克拉克斯維爾的座標為38°32′56″N 75°08′52″W / 38.54889°N 75.14778°W，而該地的平均海拔高度為5米（即16英尺）。